# Tabita (imię)
Tabita (od aramejskiego „tabitha” – „gazela”) – semickie imię żeńskie. Pochodzi od postaci pobożnej chrześcijanki, wskrzeszonej przez Piotra Apostoła (po grecku zwana Dorkas). W Biblii Tabita pojawia się w Dziejach Apostolskich.
Tabita imieniny obchodzi: 25 października.